# Eunice Fernand
Eunice Fernand is een Surinaams schrijfster van verhalen, gedichten en liedjes. Ze won in 2006 de Kwakoe Literatuurprijs en schreef twee keer mee aan een lied dat de finale bereikte van SuriPop.

## Biografie
Eunice Fernand werd rond 1984/1985 geboren. Op haar 21e won ze de Kwakoe Literatuurprijs met haar korte verhaal Baas Sjori. Verder is ze actief als dichteres. In 2018 won ze samen met Kevin Headley een aanmoedigingsprijs tijdens de Don Walther Donner Schrijfwedstrijd.
Ze schreef tweemaal de tekst voor een lied dat de finale bereikte van het muziekfestival SuriPop. In 2012 was dat met Woman, waarvoor haar jongere broer Rudi de melodie schreef. Voor SuriPop XXI bereikte Dja mi de de finale; ook deze schreef ze met haar broer Rudi. Deze editie werd afgelast vanwege de corona-uitbraak. Uiteindelijk ging SuriPop XI in 2022 door en wonnen zij en haar broer Rudi de eerste prijs met Dja mi de.